# Замосты
Замосты (укр. Замости) — село в Овадновской сельской общине Владимирского района Волынской области Украины.
До 2020 года входило в Турийский район.
Код КОАТУУ — 0725580802. Население по переписи 2001 года составляет 96 человек. Почтовый индекс — 44836. Телефонный код — 3363. Занимает площадь 0,464 км².